# Gravimetrijska analiza
Gravimetrijska analiza obuhvata skup metoda analitičke hemije za kvantitativno određivanje sastojaka na osnovu mase.
U većini slučaja, uzorak se prvo mora pretvori u čvrsto stanje precipitacijom sa odgovarajućim reagensom. Talog se može sakupiti filtracijom, oprati, osušiti da bi se odstranila vlaga i imeriti. Količina materijala u originalnom uzorku se zatim može izračunati iz mase taloga i njegove hemijske kompozicije.
U drugim slučajevima, jednostavnije je da se analizirani sastojak ukloni isparavanjem. On se može sakupiti u kriogenoj klopci, ili u nekom apsorbujućem materijalu kao što je aktivni ugalj—i direktno meriti. Alternativno, uzorak se može meriti pre i posle sušenja. Ovo je posebno korisno u određivanju sadržaja vode kompleksnih materijala kao što je hrana.

## Literatura
- Hulanicki A. (1987). Reactions of Acids and Bases in Analytical Chemistry. Horwood. ISBN 978-0-85312-330-9.
- Holler, F. James; Skoog, Douglas A.; West, Donald M. (1996). Fundamentals of analytical chemistry. Philadelphia: Saunders College Pub. ISBN 978-0-03-005938-4.

## Spoljašnje veze
- Određivanje fosfata